# Berlijns voetbalkampioenschap 1899/00 (DFuCB)
In 1899/00 werd het negende Berlijns voetbalkampioenschap gespeeld, dat georganiseerd werd door de Duitse voetbal- en cricketbond (DFuCB). BFC Vorwärts werd voor de derde opeenvolgende keer kampioen. 

## Eindstand
Enkgel de rangorde is bewaard gebleven. 
| Plaats | Club                           |
| ------ | ------------------------------ |
| 1.     | BFC Vorwärts 1890              |
| 2.     | BTuFC Alemannia 1890           |
| 3.     | BTuFC Toscana                  |
| 4.     | FC Nordstern 1891              |
| 5.     | BFC Frankfurt 1885             |
| 6.     | Charlottenburger FC Union 1898 |
| 7.     | BFC Hertha 1892                |
| 8.     | BFC Hellas 1890                |
| 9.     | BTuFC Helgoland 1897           |

|  | Kampioen |